# Khách sạn Al Waddan
Khách sạn Al Waddan mở cửa vào năm 1936

## Lịch sử

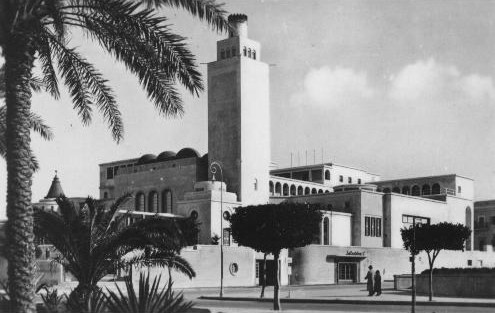
Khách sạn Casinò Uaddan vào thập niên 1950

Đây là một khách sạn lịch sử ở Tripoli, Libya, nằm nhìn ra vịnh, ngay phía đông của Grand Hotel Tripoli. Trong lịch sử, nó là khách sạn lớn nhất ở Tripoli và được một nhà báo Mỹ gọi là " Waldorf Astoria của Tripoli" và được mệnh danh là "viên ngọc của kiến trúc hiện đại châu Phi". Nó được xây dựng vào năm 1935 cùng lúc với Khách sạn Al Mehari.
Nó được thiết kế bởi kiến trúc sư người Ý Florestano Di Fausto, với sự hợp tác của Stefano Gatti-Casazza. Nó có một sòng bạc và một nhà hát 500 chỗ ngồi.
Nó đã được khôi phục hoàn toàn với chi phí 16 triệu đô la từ năm 2007 đến năm 2009 như một khách sạn sang trọng quốc tế và được quản lý trong một số năm bởi Tập đoàn khách sạn InterContinental.